# Coupe continentale de hockey sur glace 2013-2014
Navigation
Édition 2012-2013 Édition 2014-2015
La saison 2013-2014 est la dix-septième édition de la Coupe continentale de hockey sur glace, une compétition européenne de clubs organisée par la Fédération internationale de hockey sur glace (IIHF). Elle débute le 27 septembre 2013. La Super finale a lieu en France. Elle se tient du 10 au 12 janvier 2014 à l'Île Lacroix à Rouen.

## Présentation
Dix-neuf équipes venant d'autant de pays prennent part à la compétition.
La compétition se divise en quatre phases de groupes. L'entrée en lice des équipes se fait selon le niveau de chacune.
Chaque groupe est composé de quatre équipes et est organisé par l'une d'entre elles. Il se déroule sous la forme d'un championnat à rencontre simple. Seul le vainqueur de chaque groupe se qualifie pour le tour suivant et la répartition des points est la suivante :
- 3 points pour une victoire dans le temps réglementaire
- 2 points pour une victoire en prolongation ou aux tirs de fusillade
- 1 point pour une défaite en prolongation ou aux tirs de fusillade
- 0 point pour une défaite dans le temps réglementaire

| Tour           | Dates           | Groupe   | Lieu                                        | Participants                                                                                |
| -------------- | --------------- | -------- | ------------------------------------------- | ------------------------------------------------------------------------------------------- |
| Premier tour   | 27-29 septembre | Groupe A | Ledena dvorana Pionir Belgrade Serbie       | CD Hielo Bipolo Vitoria-Gasteiz HK Partizan Belgrade HK CSKA Sofia HC Viiking Sport Tallinn |
| Deuxième tour  | 18-20 octobre   | Groupe B | National Ice Centre Nottingham Royaume-Uni  | Nottingham Panthers HYS La Haye HK Juniors Riga HSC Csíkszereda                             |
| Deuxième tour  | 18-20 octobre   | Groupe C | Dunaújvárosi Jégcsarnok Dunaújváros Hongrie | Klub Sportowy Cracovia HSC Csíkszereda Dunaújvárosi Acélbikák HK Slavija                    |
| Troisième tour | 22-24 novembre  | Groupe D | Stadio Odegar Asiago Italie                 | Asiago Hockey Toros Neftekamsk HK Ertis Pavlodar Nottingham Panthers                        |
| Troisième tour | 22-24 novembre  | Groupe E | SydEnergi Arena Vojens Danemark             | SønderjyskE Ishockey HK Nioman Hrodna Stavanger Oilers Dunaújvárosi Acélbikák               |
| Super finale   | 10-12 janvier   | Groupe F | Île Lacroix Rouen France                    | Donbass Donetsk Dragons de Rouen Asiago Hockey Stavanger Oilers                             |

## Premier tour - Groupe A
Le premier tour se déroule du 27 au 29 septembre 2013. Le Groupe A a lieu à Belgrade en Serbie.
| 27 septembre 2013 | HK CSKA Sofia | 4-1 (2-1, 2-0, 0-0) | CD Hielo Bipolo Vitoria-Gasteiz | Ledena dvorana Pionir 30 spectateurs |

| 27 septembre 2013 | HC Viiking Sport Tallinn | 8-3 (4-1, 0-1, 4-1) | HK Partizan Belgrade | Ledena dvorana Pionir 175 spectateurs |

| 28 septembre 2013 | CD Hielo Bipolo Vitoria-Gasteiz | 2-5 (1-2, 1-3, 0-0) | HC Viiking Sport Tallinn | Ledena dvorana Pionir 35 spectateurs |

| 28 septembre 2013 | HK Partizan Belgrade | 5-3 (1-0, 1-1, 3-2) | HK CSKA Sofia | Ledena dvorana Pionir 210 spectateurs |

| 29 septembre 2013 | HK CSKA Sofia | 3-5 (2-0, 1-2, 0-3) | HC Viiking Sport Tallinn | Ledena dvorana Pionir 50 spectateurs |

| 29 septembre 2013 | CD Hielo Bipolo Vitoria-Gasteiz | 10-1 (3-0, 2-0, 5-1) | HK Partizan Belgrade | Ledena dvorana Pionir 150 spectateurs |

| Clt   | Équipe                          | PJ | V | VP | D | DP | BP | BC | Diff | Pts |
| ----- | ------------------------------- | -- | - | -- | - | -- | -- | -- | ---- | --- |
| +001, | HC Viiking Sport Tallinn        | 3  | 3 | 0  | 0 | 0  | 18 | 8  | +10  | 9   |
| +002, | CD Hielo Bipolo Vitoria-Gasteiz | 3  | 1 | 0  | 2 | 0  | 13 | 10 | +3   | 3   |
| +003, | HK CSKA Sofia                   | 3  | 1 | 0  | 2 | 0  | 10 | 11 | -1   | 3   |
| +004, | HK Partizan Belgrade            | 3  | 1 | 0  | 2 | 0  | 9  | 21 | -12  | 3   |

- Qualifié pour le deuxième tour

## Deuxième tour
Le deuxième tour se déroule du 18 au 20 octobre 2013.

### Groupe B
Le Groupe B se déroule à Nottingham au Royaume-Uni. Qualifié en tant que vainqueur du Groupe A, le club estonien HC Viiking Sport Tallinn déclare forfait en raison d'un problème d'obtention de visas. Il est remplacé par les Espagnols du CD Hielo Bipolo Vitoria-Gasteiz, deuxièmes du Groupe A.
| 18 octobre 2013 | HK Juniors Riga | 8-3 (1-0, 4-2, 3-1) | HYS La Haye | National Ice Centre 1 250 spectateurs |

| 18 octobre 2013 | CD Hielo Bipolo Vitoria-Gasteiz | 3-5 (1-1, 0-3, 2-1) | Nottingham Panthers | National Ice Centre 2 400 spectateurs |

| 19 octobre 2013 | CD Hielo Bipolo Vitoria-Gasteiz | 2-7 (0-1, 2-2, 0-4) | HK Juniors Riga | National Ice Centre 1 800 spectateurs |

| 19 octobre 2013 | Nottingham Panthers | 7-3 (0-1, 1-0, 6-2) | HYS La Haye | National Ice Centre 3 417 spectateurs |

| 20 octobre 2013 | HYS La Haye | 5-3 (1-1, 2-1, 2-1) | CD Hielo Bipolo Vitoria-Gasteiz | National Ice Centre 1 807 spectateurs |

| 20 octobre 2013 | Nottingham Panthers | 3-1 (2-1, 0-0, 1-0) | HK Juniors Riga | National Ice Centre 3 220 spectateurs |

| Clt   | Équipe                          | PJ | V | VP | D | DP | BP | BC | Diff | Pts |
| ----- | ------------------------------- | -- | - | -- | - | -- | -- | -- | ---- | --- |
| +001, | Nottingham Panthers             | 3  | 3 | 0  | 0 | 0  | 15 | 7  | +8   | 9   |
| +002, | HK Juniors Riga                 | 3  | 2 | 0  | 1 | 0  | 16 | 8  | +8   | 6   |
| +003, | HYS La Haye                     | 3  | 1 | 0  | 2 | 0  | 11 | 18 | -7   | 7   |
| +004, | CD Hielo Bipolo Vitoria-Gasteiz | 3  | 0 | 0  | 3 | 0  | 8  | 17 | -9   | 0   |

- Qualifié pour le troisième tour

### Groupe C
Le Groupe C se déroule à Dunaújváros en Hongrie.
| 18 octobre 2013 | HK Slavija | 0-2 (0-1, 0-0, 0-1) | KS Cracovia | Dunaújvárosi Jégcsarnok 400 spectateurs |

| 18 octobre 2013 | Dunaújvárosi Acélbikák | 3-2 (TB) (0-0, 1-1, 1-1, 0-0, 1-0) | HSC Csíkszereda | Dunaújvárosi Jégcsarnok 1 200 spectateurs |

| 19 octobre 2013 | KS Cracovia | 2-0 (0-0, 1-0, 1-0) | HSC Csíkszereda | Dunaújvárosi Jégcsarnok 600 spectateurs |

| 19 octobre 2013 | HK Slavija | 0-3 (0-0, 0-1, 0-2) | Dunaújvárosi Acélbikák | Dunaújvárosi Jégcsarnok 1 400 spectateurs |

| 20 octobre 2013 | HSC Csíkszereda | 2-1 (1-0, 1-0, 0-1) | HK Slavija | Dunaújvárosi Jégcsarnok |

| 20 octobre 2013 | Dunaújvárosi Acélbikák | 5-3 (1-2, 3-0, 1-1) | KS Cracovia | Dunaújvárosi Jégcsarnok 2 000 spectateurs |

| Clt   | Équipe                 | PJ | V | VP | D | DP | BP | BC | Diff | Pts |
| ----- | ---------------------- | -- | - | -- | - | -- | -- | -- | ---- | --- |
| +001, | Dunaújvárosi Acélbikák | 3  | 2 | 1  | 0 | 0  | 11 | 5  | +6   | 8   |
| +002, | KS Cracovia            | 3  | 2 | 0  | 1 | 0  | 7  | 5  | +2   | 6   |
| +003, | HSC Csíkszereda        | 3  | 1 | 0  | 1 | 1  | 4  | 6  | -2   | 4   |
| +004, | HK Slavija             | 3  | 0 | 0  | 3 | 0  | 1  | 7  | -6   | 0   |

- Qualifié pour le troisième tour

## Troisième tour
Le deuxième tour se déroule du 22 au 24 novembre 2013.

### Groupe D
Le Groupe D se déroule à Asiago en Italie.
| 22 novembre 2013 | Nottingham Panthers | 3-4 (1-1, 2-1, 0-2) | Toros Neftekamsk | Stadio Odegar |

| 22 novembre 2013 | Asiago Hockey | 3-1 (2-0, 0-1, 1-0) | HK Ertis Pavlodar | Stadio Odegar |

| 23 novembre 2013 | HK Ertis Pavlodar | 1-2 (1-0, 0-2, 0-0) | Nottingham Panthers | Stadio Odegar |

| 23 novembre 2013 | Toros Neftekamsk | 2-6 (0-2, 1-2, 1-2) | Asiago Hockey | Stadio Odegar |

| 24 novembre 2013 | HK Ertis Pavlodar | 4-2 (0-1, 3-1, 1-0) | Toros Neftekamsk | Stadio Odegar |

| 24 novembre 2013 | Asiago Hockey | 3-2 (2-1, 1-1, 0-0) | Nottingham Panthers | Stadio Odegar |

| Clt   | Équipe              | PJ | V | VP | D | DP | BP | BC | Diff | Pts |
| ----- | ------------------- | -- | - | -- | - | -- | -- | -- | ---- | --- |
| +001, | Asiago Hockey       | 3  | 3 | 0  | 0 | 0  | 12 | 5  | +7   | 9   |
| +002, | HK Ertis Pavlodar   | 3  | 1 | 0  | 2 | 0  | 6  | 7  | -1   | 3   |
| +003, | Nottingham Panthers | 3  | 1 | 0  | 2 | 0  | 7  | 8  | -1   | 3   |
| +004, | Toros Neftekamsk    | 3  | 1 | 0  | 2 | 0  | 8  | 13 | -5   | 3   |

- Qualifié pour le troisième tour

### Groupe E
Le Groupe E se déroule à Vojens au Danemark.
| 22 novembre 2013 | Stavanger Oilers | 4-3 (0-1, 3-2, 0-0, 0-0, 1-0) | HK Nioman Hrodna | SydEnergi Arena |

| 22 novembre 2013 | SønderjyskE Ishockey | 1-2 (0-0, 1-2, 0-0) | Dunaújvárosi Acélbikák | SydEnergi Arena |

| 23 novembre 2013 | Stavanger Oilers | 9-1 (1-0, 5-1, 3-0) | Dunaújvárosi Acélbikák | SydEnergi Arena |

| 23 novembre 2013 | HK Nioman Hrodna | 1-0 (pr) (0-0, 0-0, 0-0, 1-0) | SønderjyskE Ishockey | SydEnergi Arena |

| 24 novembre 2013 | Dunaújvárosi Acélbikák | 1-3 (1-0, 0-0, 0-3) | HK Nioman Hrodna | SydEnergi Arena |

| 24 novembre 2013 | SønderjyskE Ishockey | 1-3 (0-1, 1-0, 0-2) | Stavanger Oilers | SydEnergi Arena |

| Clt   | Équipe                 | PJ | V | VP | D | DP | BP | BC | Diff | Pts |
| ----- | ---------------------- | -- | - | -- | - | -- | -- | -- | ---- | --- |
| +001, | Stavanger Oilers       | 3  | 2 | 1  | 0 | 0  | 16 | 5  | +11  | 8   |
| +002, | HK Nioman Hrodna       | 3  | 1 | 1  | 0 | 1  | 7  | 5  | +2   | 6   |
| +003, | Dunaújvárosi Acélbikák | 3  | 1 | 0  | 2 | 0  | 4  | 13 | -9   | 3   |
| +004, | SønderjyskE Ishockey   | 3  | 0 | 0  | 2 | 1  | 2  | 6  | -4   | 1   |

- Qualifié pour le troisième tour

## Super Finale

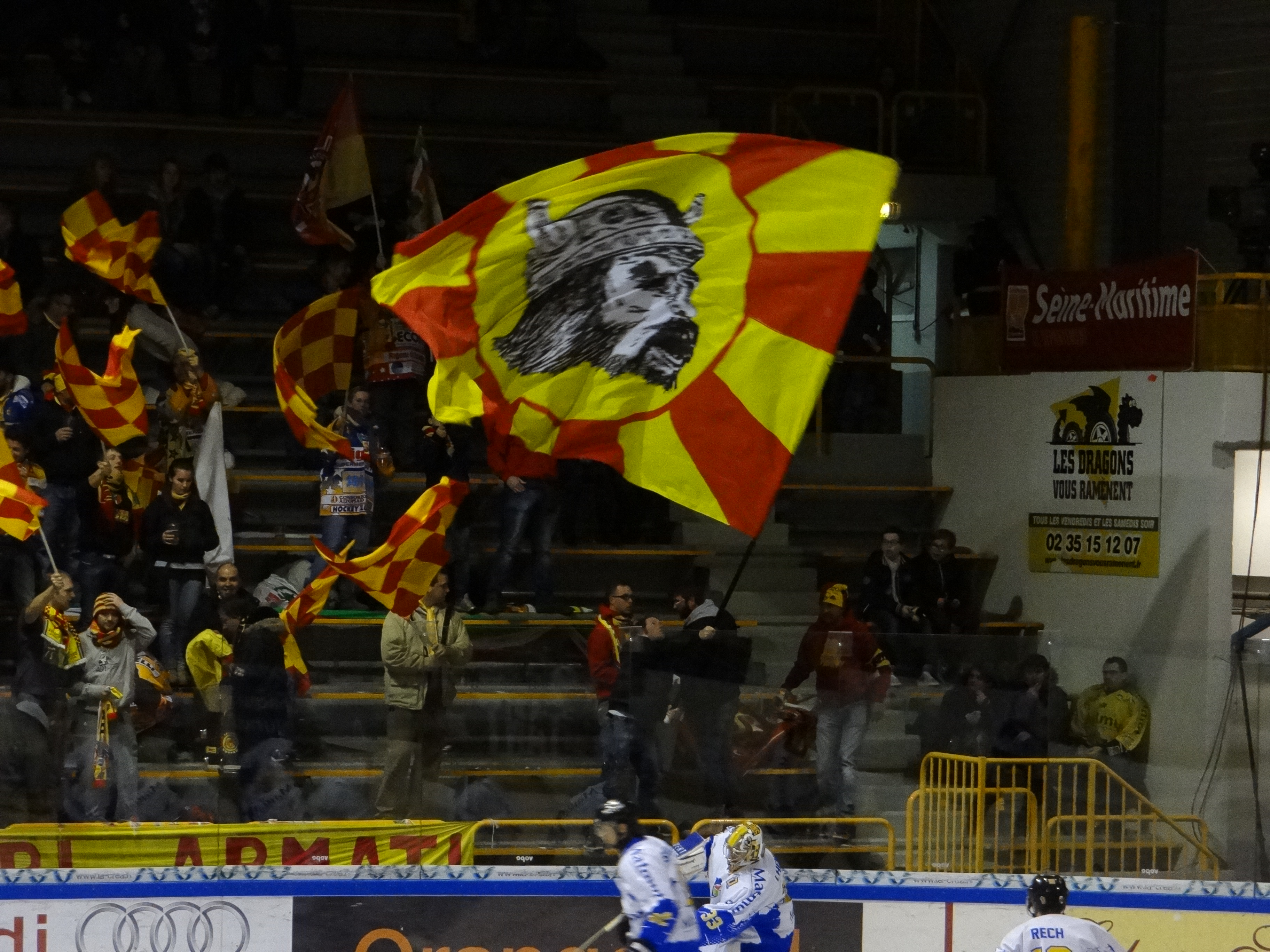
Les fans d'Asiago lors du premier match de la finale

La Super Finale se déroule du 10 au 12 janvier 2014 à Rouen en France.
| 10 janvier 2014 | Donbass Donetsk | 3-2 (TB) (0-1, 1-0, 1-1, 0-0, 1-0) | Stavanger Oilers | Île Lacroix 2 200 spectateurs |

| Feuille de match, | Feuille de match, | Feuille de match,   | Feuille de match,                                                                                  | Feuille de match,                                                                 |
| ----------------- | --- | ------------------- | -------------------------------------------------------------------------------------------------- | --------------------------------------------------------------------------------- |
|                   | - J. Kolář (O. Piganovitch) — 37 min 5 s I. Dadonov (M. Iakoutsenia, P. Podhradský) — 4 min 43 s - V. Nedorost — 65 min (TB) | 0-1 1-1 2-1 2-2 3-2 | JP. Loikas (N. Schaus, C. Dahl Andersen) — 19 min 36 s - T. Kristiansen (K. Davis) — 57 min 12 s - | Arbitrage : Jean-Philippe Sylvain et Viki Trilar Pierre Dehaen et Gwilherm Margry |
| Michael Leighton  | Gardiens | Ruben Smith         | | Arbitrage : Jean-Philippe Sylvain et Viki Trilar Pierre Dehaen et Gwilherm Margry |
| 2 min             | Pénalités | 6 min               | | Arbitrage : Jean-Philippe Sylvain et Viki Trilar Pierre Dehaen et Gwilherm Margry |
| 38                | Tirs | 29                  | | Arbitrage : Jean-Philippe Sylvain et Viki Trilar Pierre Dehaen et Gwilherm Margry |

| 10 janvier 2014 | Dragons de Rouen | 0-6 (0-3, 0-3, 0-0) | Asiago Hockey | Île Lacroix 2 747 spectateurs |

| Feuille de match, | Feuille de match, | Feuille de match,       | Feuille de match, | Feuille de match,                                                             |
| ----------------- | ----------------- | ----------------------- | --- | ----------------------------------------------------------------------------- |
|                   | - -               | 0-1 0-2 0-3 0-4 0-5 0-6 | S. Bentivoglio (C. DiDomenico, L. Casetti) — 5 min 36 s (IN) D. Sullivan (C. DiDomenico) — 10 min 36 s L. Casetti (D. Borrelli, K. DeVergilio) — 19 min 10 s S. Bentivoglio (C. DiDomenico, A. Signoretti) — 29 min 24 s A. Signoretti — 37 min 54 s D. Borrelli (K. DeVergiliov, P. Zanette) — 39 min 16 s | Arbitrage : Martin Fraňo et Maksim Sidorenko Matjaž Hribar et Joep Leermakers |
| Gabriel Girard    | Gardiens          | Vincenzo Marozzi        | | Arbitrage : Martin Fraňo et Maksim Sidorenko Matjaž Hribar et Joep Leermakers |
| 10 min            | Pénalités         | 8 min                   | | Arbitrage : Martin Fraňo et Maksim Sidorenko Matjaž Hribar et Joep Leermakers |
| 46                | Tirs              | 27                      | | Arbitrage : Martin Fraňo et Maksim Sidorenko Matjaž Hribar et Joep Leermakers |

| 11 janvier 2014 | Asiago Hockey | 1-5 (0-3, 0-0, 1-2) | Donbass Donetsk | Île Lacroix 2 000 spectateurs |

| Feuille de match, | Feuille de match,                            | Feuille de match,       | Feuille de match, | Feuille de match,                                                             |
| ----------------- | -------------------------------------------- | ----------------------- | --- | ----------------------------------------------------------------------------- |
|                   | A. Signoretti (S. Bentivoglio) — 51 min 36 s | 0-1 0-2 0-3 0-4 1-4 1-5 | V. Nedorost (M. Iakoutsenia) — 4 min 28 s O. Piganovitch (M. Iakoutsenia) — 12 min 31 s (SN) C. Wilson — 13 min 51 s I. Dadonov — 51 min R. Fedotenko (P. Wirtanen, T. Laine) — 56 min 57 s | Arbitrage : Martin Fraňo et Mikko Kaukokari Thomas Caillot et Gwilherm Margry |
| Vincenzo Marozzi  | Gardiens                                     | Ján Laco                | | Arbitrage : Martin Fraňo et Mikko Kaukokari Thomas Caillot et Gwilherm Margry |
| 12 min            | Pénalités                                    | 10 min                  | | Arbitrage : Martin Fraňo et Mikko Kaukokari Thomas Caillot et Gwilherm Margry |
| 24                | Tirs                                         | 42                      | | Arbitrage : Martin Fraňo et Mikko Kaukokari Thomas Caillot et Gwilherm Margry |

| 11 janvier 2014 | Stavanger Oilers | 6-2 (3-0, 1-2, 2-0) | Dragons de Rouen | Île Lacroix 2 747 spectateurs |

| Feuille de match, | Feuille de match, | Feuille de match,               | Feuille de match,                                                         | Feuille de match,                                                                     |
| ----------------- | --- | ------------------------------- | ------------------------------------------------------------------------- | ------------------------------------------------------------------------------------- |
|                   | S. Høygård (D. Kissel, S. Hallem) — 8 min 15 s T. Kristiansen (JM. Daoust) — 16 min 19 s P. Røste Fossen (N. Schaus) — 18 min 41 s K. Davis (M. Strandfeldt, C. Dahl Andersen) — 20 min 49 s (SN) T. Kristiansen (JP. Loikas, M. Trettenes) — 44 min 41 s (SN) P. Røste Fossen (K. Davis, JP. Loikas) — 46 min 50 s | 1-0 2-0 3-0 4-0 4-1 4-2 5-2 6-2 | MA. Thinel (FP. Guénette, M. Guren) — 25 min 8 s MA. Thinel — 27 min 51 s | Arbitrage : Jean-Philippe Sylvain et Viki Trilar Joep Leermakers et Michael Tscherrig |
| Ruben Smith       | Gardiens | Fabrice Lhenry                  |                                                                           | Arbitrage : Jean-Philippe Sylvain et Viki Trilar Joep Leermakers et Michael Tscherrig |
| 4 min             | Pénalités | 8 min                           |                                                                           | Arbitrage : Jean-Philippe Sylvain et Viki Trilar Joep Leermakers et Michael Tscherrig |
| 36                | Tirs | 29                              |                                                                           | Arbitrage : Jean-Philippe Sylvain et Viki Trilar Joep Leermakers et Michael Tscherrig |

| 12 janvier 2014 | Asiago Hockey | 2-7 (1-4, 1-3, 0-0) | Stavanger Oilers | Île Lacroix 2 350 spectateurs |

| Feuille de match, | Feuille de match,                                                                                             | Feuille de match,                   | Feuille de match, | Feuille de match,                                                              |
| ----------------- | --- | ----------------------------------- | --- | ------------------------------------------------------------------------------ |
|                   | P. Zanette (C. DiDomenico) — 17 min 44 s (IN) S. Bentivoglio (C. DiDomenico, K. DeVergilio) — 21 min 8 s (SN) | 0-1 0-2 0-3 1-3 1-4 2-4 2-5 2-6 2-7 | JP. Loikas (C. Dahl Andersen, H. Solberg) — 6 min 26 s D. Kissel — 7 min 15 s T. Kristiansen (JM. Daoust, D. Kissel) — 11 min 20 s JM. Daoust (LP. Nagel) — 19 min 57 s (IN) M. Strandfeldt (D. Kissel, JM. Daoust) — 30 min 36 s (SN) D. Kissel (S. Hallem, LP. Nagel) — 31 min 11 s JM. Daoust (C. Dahl Andersen) — 34 min 35 s (SN) | Arbitrage : Mikko Kaukokari et Maxim Sidorenko Thomas Caillot et Pierre Dehaen |
| Marozzi           | Gardiens | Henrik Holm                         | | Arbitrage : Mikko Kaukokari et Maxim Sidorenko Thomas Caillot et Pierre Dehaen |
| 53 min            | Pénalités | 8 min                               | | Arbitrage : Mikko Kaukokari et Maxim Sidorenko Thomas Caillot et Pierre Dehaen |
| 22                | Tirs | 35                                  | | Arbitrage : Mikko Kaukokari et Maxim Sidorenko Thomas Caillot et Pierre Dehaen |

| 12 janvier 2014 | Dragons de Rouen | 4-3 (TB) (0-1, 1-0, 2-2, 0-0, 1-0) | Donbass Donetsk | Île Lacroix 2 747 spectateurs |

| Feuille de match, | Feuille de match, | Feuille de match,           | Feuille de match, | Feuille de match,                                                                   |
| ----------------- | --- | --------------------------- | --- | ----------------------------------------------------------------------------------- |
|                   | MA. Thinel (J. Desrosiers, FP. Guenette) — 29 min 14 s MA. Thinel (J. Janil, J. Desrosiers) — 50 min J. Desrosiers (FP. Guenette, MA. Thinel) — 55 min 29 s A. Rech — 65 min (TB) | 0-1 1-1 1-2 2-2 2-3 3-3 4-3 | I. Dadonov (M. Iakoutsenia, V. Nedorost) — 13 min 6 s T. Kiiskinen (P. Wirtanen) — 48 min 31 s C. Wilson (T. Kiiskinen, R. Fedotenko) — 55 min 18 s | Arbitrage : Martin Fraňo et Jean-Phlippe Sylvain Matjaz Hribar et Michael Tscherrig |
| Fabrice Lhenry    | Gardiens | Michael Leighton            | | Arbitrage : Martin Fraňo et Jean-Phlippe Sylvain Matjaz Hribar et Michael Tscherrig |
| 4 min             | Pénalités | 6 min                       | | Arbitrage : Martin Fraňo et Jean-Phlippe Sylvain Matjaz Hribar et Michael Tscherrig |
| 33                | Tirs | 31                          | | Arbitrage : Martin Fraňo et Jean-Phlippe Sylvain Matjaz Hribar et Michael Tscherrig |

| Clt   | Équipe           | PJ | V | VP | D | DP | BP | BC | Diff | Pts |
| ----- | ---------------- | -- | - | -- | - | -- | -- | -- | ---- | --- |
| +001, | Stavanger Oilers | 3  | 2 | 0  | 0 | 1  | 15 | 7  | +8   | 7   |
| +002, | Donbass Donetsk  | 3  | 1 | 1  | 0 | 1  | 11 | 7  | +4   | 6   |
| +003, | Asiago Hockey    | 3  | 1 | 0  | 2 | 0  | 9  | 12 | -3   | 3   |
| +004, | Dragons de Rouen | 3  | 0 | 1  | 2 | 0  | 6  | 15 | -9   | 2   |

- Vainqueur de la Coupe continentale de hockey sur glace 2013-2014

### Meilleurs joueurs
- Meilleur gardien de but : Ruben Smith (Stavanger Oilers)
- Meilleur défenseur : Clay Wilson (Donbass Donetsk)
- Meilleur attaquant : Christopher DiDomenico (Asiago Hockey)
- Meilleur pointeur : Marc-André Thinel (Dragons de Rouen), 5 points (4 buts et 1 aide)

### Effectif vainqueur
| Vainqueur de la Coupe continentale Stavanger Oilers | Gardiens de but : Henrik Holm, Ruben Smith Défenseurs : Kurt Davis, Travis Ehrhardt, Mats Mostue, Daniel Rokseth, Nick Schaus, Henrik Solberg, Dennis Sveum Attaquants : Érik Boisvert, Christian Dahl Andersen, Jean-Michel Daoust, Snorre Hallem, Stian Høygård, Dan Kissel, Tommy Kristiansen, Juha-Pekka Loikas, Peter Lorentzen, Lars Peder Nagel, Petter Røste Fossen, Martin Strandfeldt, Mathias Trettenes Entraîneur : Petter Thoresen |